# موتومی کاوامورا
موتومی کاوامورا (انگلیسی: Motomi Kawamura؛ زادهٔ ۵ مارس ۱۹۹۶) بازیکن هاکی روی چمن زن اهل ژاپن است.